# Nacka

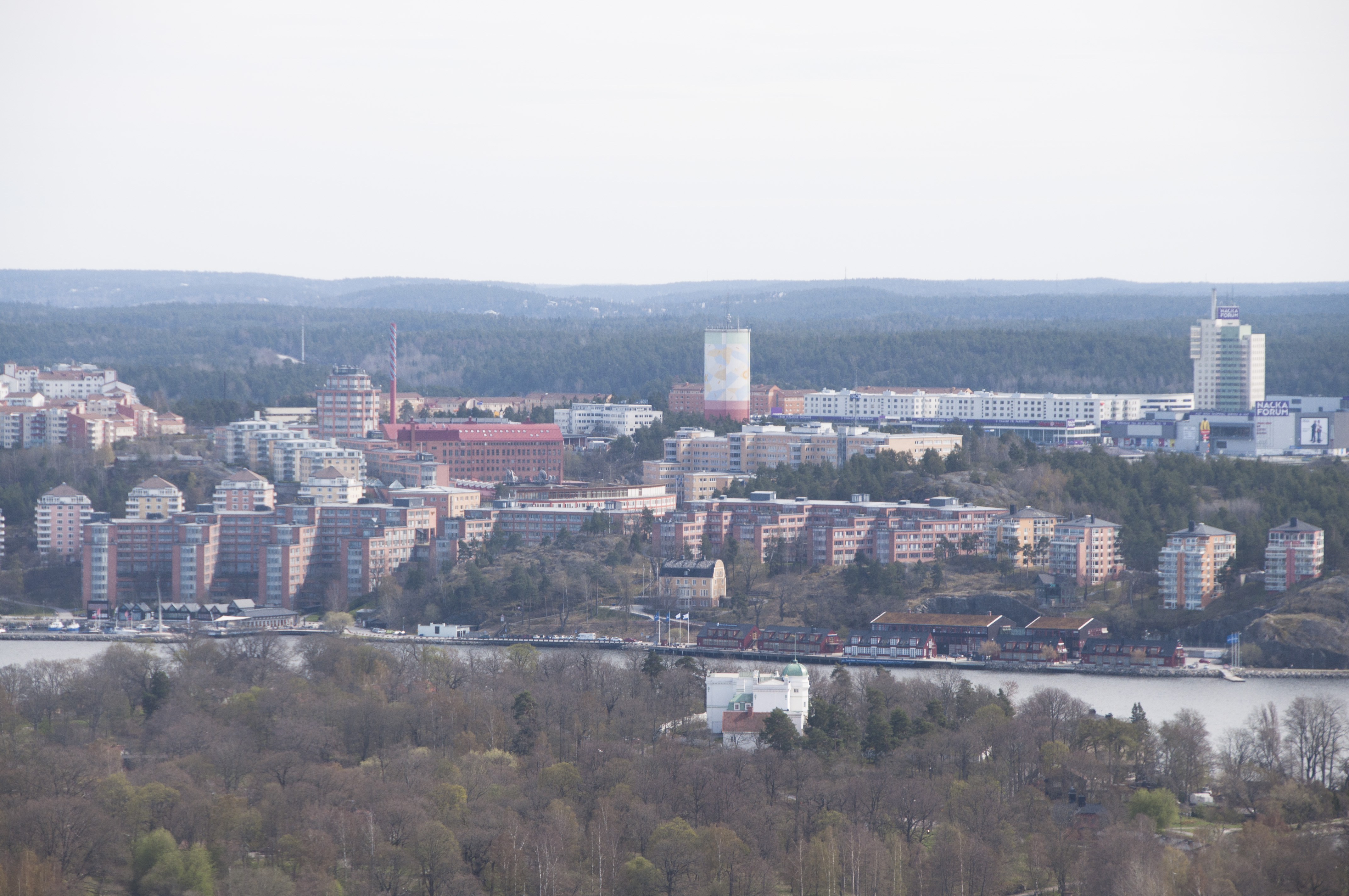
Widok na Nackę z Kaknästornet

Nacka – część tätortu Sztokholm stanowiąca jednocześnie centrum i siedzibę władz (centralort) gminy Nacka, w regionie administracyjnym (län) Sztokholm. W latach 1949–1970 Nacka miała status miasta.
W 2010 r. Nacka liczyła 32 911 mieszkańców.

## Geografia
Nacka jest położona ok. 5 km na południowy wschód od centrum Sztokholmu w kierunku wyspy Värmdö w prowincji historycznej (landskap) Södermanland. 

## Historia
Pierwsze osady na terenie dzisiejszej Nacki powstawały w czasach wikingów, między 800 a 1100 rokiem n.e. Szacuje się, że mieszkało tam wówczas około 100 osób. Głównym zajęciem miejscowej ludności było rolnictwo, istotną rolę odgrywało także rybołówstwo. Blisko osady przebiegał także kanał - jeden z najważniejszych, łączących Sztokholm z otwartym morzem. Aż do XVII wieku była to jedna z najważniejszych dróg wodnych prowadzących do szwedzkiej stolicy.
W połowie XVI wieku król Gustaw I Waza polecił wznieść nad rzeką Nacka Ström nową kuźnię. Stała się ona impulsem do rozwoju całej okolicy. Wokół niej szybko zaczęły powstawać także inne zakłady wytwórcze. Siłę kilku wodospadów na rzece wykorzystano dla budowy młynów (pierwszy wzniesiono w 1543 roku, a działał aż do roku 1900; koło młyńskie do dziś widnieje w herbie gminy). Wkrótce zaczęto na dużą skalę produkować tutaj nie tylko mąkę, ale także papier, filc, smołę i proch strzelniczy. W tym samym okresie powstał również pierwszy kościół w okolicy.
W XVII wieku bogacąca się Szwecja zaczęła się pokrywać coraz gęstszą siecią dróg. Jedna z takich dróg przecinała wspomniany kanał. Początkowo zdecydowano się na przeprawę promową, jednak w 1832 zrezygnowano z tego rozwiązania na rzecz mostu pontonowego.
W 1719 roku rosyjskie wojska cara Piotra Wielkiego wylądowały w okolicach Sztokholmu w odwecie za prowadzoną przez Karola XII wojnę na terenach Rosji. Rosjanie nie dotarli jednak do Sztokholmu. Pod Stäket w okolicach dzisiejszej Nacki zostali zatrzymani przez oddział pułkownika Baltzara van Dahlheim. Wydarzenie to upamiętnia wzniesiony w 1905 roku pomnik.
Z czasem najbogatsi mieszkańcy Sztokholmu zaczęli budować letnie rezydencje w okolicach miasta. Nacka stała się jednym z najchętniej wybieranych przez nich miejsc. Potrzeba możliwie szybkiej komunikacji pomiędzy stolicą na Nacką doprowadziła do powstania licznych portów na wybrzeżu nieopodal Nacki. Od 1841 roku Nacka ma regularne połączenie wodne ze Sztokholmem, realizowane przez statki parowe. Na połączenie kolejowe, ze stacją Nacka utworzono w 1893. Połączyło ono Sztokholm nie tylko z pobliskimi ośrodkami przemysłowymi, ale także położonymi nieco dalej turystyczno-rekreacyjnymi. W tamtym okresie Nackę zamieszkiwało około 2000 osób - jednak dzięki dogodnemu połączeniu ze Sztokholmem liczba ta zaczęła szybko wzrastać, choć dominowała niska, wolnostojąca zabudowa. Duże bloki na stałe wpisały się w krajobraz Nacki dopiero w latach 50. XX wieku.

## Gospodarka
W mieście funkcjonuje około 22 tysięcy miejsc pracy. W gospodarce miasta kluczową rolę odgrywają zakłady związane z telekomunikacją. W zakładach przemysłowych pracuje obecnie około 2 tysięcy osób. Dawniej tak istotne dla Nacki rolnictwo dziś zatrudnia zaledwie 60 osób.

## Osoby związane z Nacką
W Nacka urodził się hokeista Johan Hedberg. Z położonej w gminie Nacka Älty pochodzi wokalistka Petra Marklund.

## Współpraca zagraniczna
- Keila, Estonia
- Gliwice, Polska
- Salgótarján, Węgry